# Identisick
Identisick är det franska brutal death metal-bandet Benighteds fjärde studioalbum, utgivet i januari 2006 på Adipocere Records. Albumet innehåller även en bonus-DVD med liveinspelningar.
Basisten Rémy Aubrespin hade lämnat bandet och ersatts av Eric Lombard. 

## Låtlista
Disc 1 (CD)
1. "Nemesis" – 3:32
2. "Collapse" – 3:47
3. "Identisick" – 3:54
4. "Sex-Addicted" – 3:55
5. "Mourning Affliction" – 4:11
6. "The Twins" – 3:21
7. "Ransack the Soul" – 3:19
8. "Blind to the World" – 3:58
9. "Spiritual Manslaughter" – 3:18
10. "Iscarioth" – 3:44
11. "Suffer the Children" (Napalm Death-cover) – 4:08

Disc 2 (DVD)
1. "Live Mâcon 2004" – 8:44
2. "Live Killer Fest 2005" – 28:25
3. "Studio Report 2005" – 3:34

## Medverkande
Musiker
- Julien Truchan – sång
- Olivier Gabriel – gitarr
- Liem N'Guyen – gitarr
- Eric Lombard – basgitarr
- Fred Fayolle – trummor

Bidragande musiker
- Christophe Gérardin – sång
- Leif Jensen – sång

Produktion
- Kristian Kohlmannslehner – producent, inspelningstekniker, mixning
- Kai Stahlenberg – mastering
- Nicolas Bonniel – albumkonst
- Philippe Marjollet – foto
- Stéphane Goursaud – foto